# Väylänsaari
Väylänsaari är en ö i Finland. Den ligger i sjön Enare träsk och i kommunen Enare i den ekonomiska regionen Norra Lappland och landskapet Lappland, i den norra delen av landet, 1 000 km norr om huvudstaden Helsingfors. Öns area är 15,9 hektar och dess största längd är 0,8 kilometer i sydväst-nordöstlig riktning.